# Cecidochares braziliensis
Cecidochares braziliensis är en tvåvingeart som beskrevs av Aczel 1953. Cecidochares braziliensis ingår i släktet Cecidochares och familjen borrflugor. Inga underarter finns listade.